# Jost Vacano

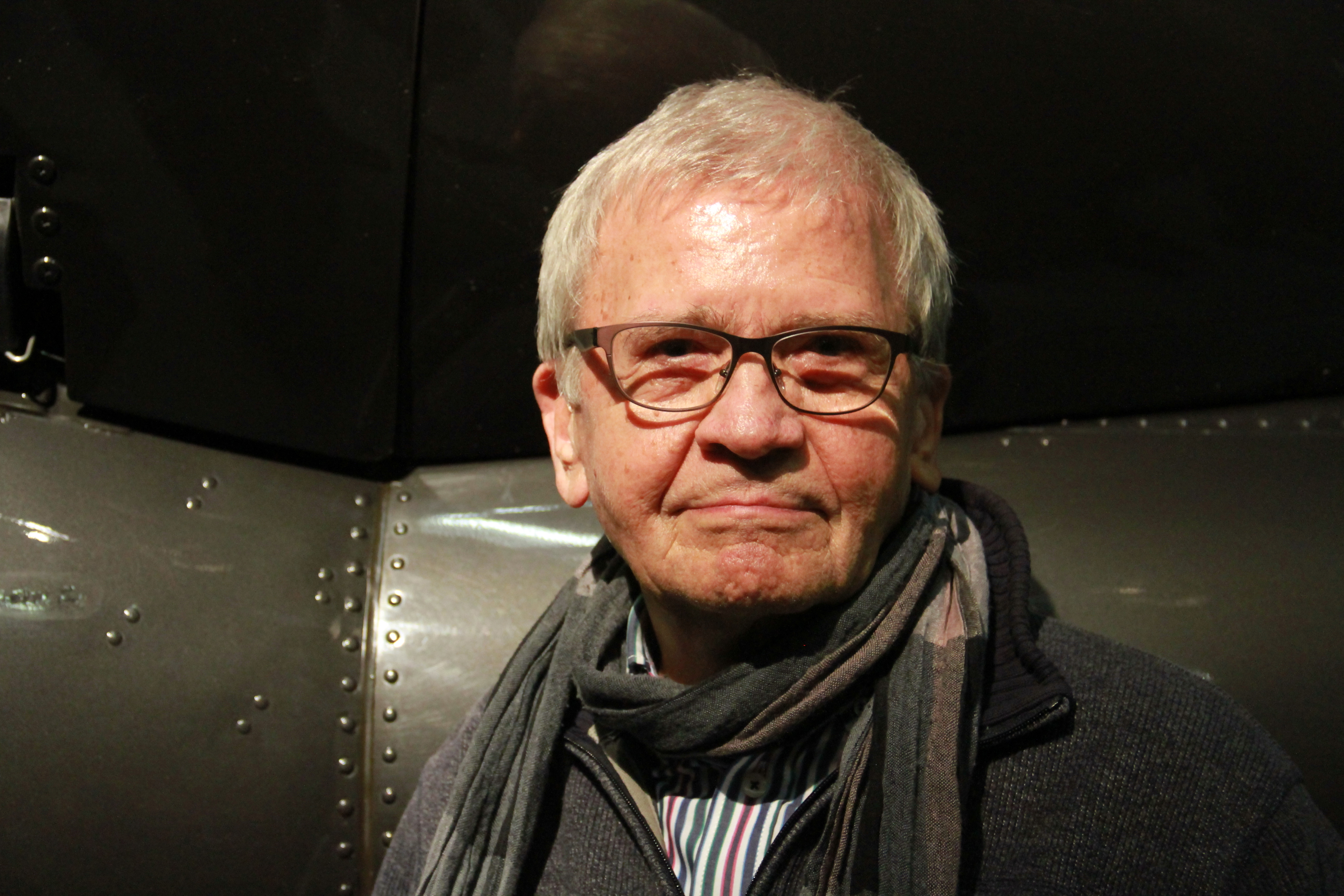
Jost Vacano auf der Jahreshauptversammlung des Bundesverbandes Kinematografie, Hamburg 2015

Jost Vacano (* 15. März 1934 in Osnabrück) ist ein deutscher Kameramann, der durch seine Kameraarbeit für den Film Das Boot und für eine Reihe von niederländischen und US-amerikanischen Filmen des Regisseurs Paul Verhoeven, etwa Total Recall, international bekannt wurde.

## Leben und Werk
Jost Vacano machte 1954 am Max-Planck-Gymnasium in Dortmund Abitur. Neben seinem Studium der Elektrotechnik an der Technischen Universität München und nach dem Besuch des Deutschen Instituts für Film und Fernsehen begann die Kamerakarriere Jost Vacanos bereits in den 1950er Jahren mit Werbe- und Dokumentarfilmen. So hat er in dieser Zeit unter anderem unter der Regie von Peter Schamoni am Dokumentarfilm Moskau 1957 über die Weltjugendfestspiele in Moskau mitgewirkt.
Nach einigen Fernsehfilmen, an denen er – u. a. unter der Regie von Peter Zadek – als Kameramann beteiligt gewesen war, war die Literaturverfilmung Schonzeit für Füchse (1966, Regie: Peter Schamoni) sein erster Kinofilm. Auch in den folgenden Jahren hat Vacano mit bekannten Regisseuren zusammengearbeitet: Unter anderem für die Tatort-Folge Kressin und der tote Mann im Fleet und Deutschstunde mit Peter Beauvais sowie für Supermarkt und Lieb Vaterland magst ruhig sein (Filmband in Gold für die Kamera) mit Roland Klick.
In der ersten Reihe der deutschen Kameramänner ist Vacano spätestens im Jahr 1975 durch die Bildgestaltung von Die verlorene Ehre der Katharina Blum angekommen. Hierfür ist er mit dem Deutschen Filmpreis geehrt worden. Lorbeeren konnte er im Jahr 1981 dann auch auf internationalem Parkett ernten: Zu den insgesamt sechs Oscar-Nominierungen für die Kinofassung von Das Boot gehörte auch eine Nominierung für Vacanos Kameraführung.
Die Zusammenarbeit mit Das Boot-Regisseur Wolfgang Petersen hat er im Jahr 1984 mit der Kameraarbeit für Die unendliche Geschichte fortgesetzt. Zu diesem Zeitpunkt war man allerdings auch bereits in den USA verstärkt auf ihn aufmerksam geworden. Dies gilt insbesondere für den dort etablierten niederländischen Regisseur Paul Verhoeven, für den Vacano bereits 1977 bei Der Soldat von Oranien und 1980 bei Spetters gearbeitet hatte. Unter der Regie von Verhoeven war er zunächst für die Bilder von RoboCop (1987) zuständig. Eine Kooperation, die sich anschließend für den Schwarzenegger-Film Die totale Erinnerung – Total Recall (1990), die an den US-amerikanischen Kinokassen gefloppte Produktion Showgirls (1995), den äußerst kontrovers aufgenommenen Film Starship Troopers (1997) sowie Hollow Man – Unsichtbare Gefahr (2000) fortsetzen sollte. Der zuletzt genannte Film markiert zugleich das vorläufige Ende der Liste von Produktionen, an denen Jost Vacano beteiligt war.
Vacanos Bildgestaltung war bereits zu Beginn seiner Karriere durch eine extrem umtriebige Kameraführung geprägt. Diesen Stil, der insbesondere auf die Arbeit mit einer Handkamera oder Steadicam setzt, hat er im Laufe der Jahre weiter entwickelt bzw. perfektioniert. Einen vorläufigen Höhepunkt bildeten die Kamerabewegungen in Das Boot, die entlang der Längsachse des U-Bootes verliefen. Vacano verwendete für diese Fahrten ein selbstgebautes Gyroskop, um die Kamera wackelfrei durch die Bootskulisse zu tragen. Diese Technik entwickelte Vacano 1973 in Zusammenarbeit mit dem Regisseur Roland Klick für den Film Supermarkt. Die dynamische Joosticam, wie Vacanos Steadicam in Hollywood genannt wurde, ist wesentlicher Bestandteil des Filmes, da sie auf diese Weise den Zustand des ständig auf der Flucht befindlichen Hauptdarstellers am besten ausdrückt.
Getreu dem Motto „Motion Pictures – das sind bewegte Bilder“ hat er auch in den folgenden Jahren großen Wert darauf gelegt, dynamische Bilder zu liefern. Vacano ist heute auch als Dozent in der Ausbildung des Kamera-Nachwuchses engagiert.
2003 war Vacano eines der Gründungsmitglieder der Deutschen Filmakademie.

## Rechtsstreit wegen Nachvergütung für „Das Boot“
Seit 2008 führte Vacano einen Rechtsstreit bezüglich eines Fairnessausgleichs gem. § 32a UrhG wegen des außerordentlichen Erfolgs des Films Das Boot. Die erste geltend gemachte Klage gegen die Produktionsgesellschaft Bavaria, die Verwerterin der Filmlizenzen EuroVideo und den WDR musste im Laufe der Jahre sogar mehrmals vom Landgericht München sowie dem Oberlandesgericht München entschieden werden, nachdem ein Revisionsverfahren vor dem Bundesgerichtshof Erfolg gehabt hatte und somit die bis dahin ergangenen Urteile wieder aufgehoben wurden.
Schlussendlich entschied das Oberlandesgericht München im Dezember 2017 in dieser Sache zugunsten von Vacano. Ihm wurde die volle Summe in Höhe von etwa 600.000 Euro einschließlich entgangener Zinsen zugesprochen. In einer weiteren Klage gegen den SWR und die restlichen sieben ARD-Anstalten steht eine Forderung von insgesamt 440.000 Euro Nachvergütung im Raum.
Nachdem auch hier ein Revisionsverfahren vor dem Bundesgerichtshof Erfolg hatte und ein zwischenzeitlich vom Oberlandesgericht Stuttgart ergangenes Urteil aufgehoben wurde, steht in dieser Sache eine endgültige Entscheidung noch aus. Die Revisionsentscheidung des BGHs wird jedoch bereits als „Grundsatzurteil“ betrachtet, von dem Kameraleute, Drehbuchautoren und Regisseure anderer Erfolgsfilme profitieren können. Im April 2021 hob der Bundesgerichtshof das Urteil des OLG München aus dem Dezember 2017 wegen Berechnungsfehlern auf, so dass eine erneute Verhandlung erforderlich ist.
Zu Beginn des Jahres 2022 kamen die Produktionsfirmen Bavaria Film und Eurovideo Medien mit Vacano überein, nach einem vierzehnjährigen Rechtsstreit weitere ca. 500.000 Euro für seine Arbeit als Kameramann beim Film Das Boot zu zahlen. Sie folgten damit Vacanos Argumentation, dass sein damaliges Honorar nicht angemessen war. Vacano zeigte sich zufrieden, weil für ihn damit auch der Beteiligung weiterer Miturheber unter den Filmschaffenden (Filmeditoren, Szenenbildner oder Kameraleute) an finanziellen Erfolgen der Weg bereitet werde.

## Filmografie (Auswahl)
- 1964: Die Stühle (Fernsehfilm)
- 1965: Der Nebbich (Fernsehfilm)
- 1965: Mariana Pineda (Fernsehfilm)
- 1966: Schonzeit für Füchse
- 1968: Der Unfall (Fernsehfilm)
- 1968: Mord in Frankfurt (Fernsehfilm)
- 1968: Ostern (Fernsehfilm)
- 1969: Nur der Freiheit gehört unser Leben (Fernsehfilm)
- 1970: Schmetterlinge weinen nicht
- 1971: Tatort: Kressin und der tote Mann im Fleet (Fernsehfilm)
- 1971: Deutschstunde (Fernsehfilm)
- 1972: Auf Befehl erschossen – Die Brüder Sass, einst Berlins große Ganoven (Fernsehfilm)
- 1973: Supermarkt
- 1975: Potato Fritz
- 1975: Die verlorene Ehre der Katharina Blum
- 1976: Die 21 Stunden von München (21 hours at Munich) (Fernsehfilm)
- 1976: Lieb Vaterland magst ruhig sein
- 1977: Die Brüder
- 1977: Der Soldat von Oranien (Soldaat van Oranje)
- 1977: Tod oder Freiheit
- 1978: Das fünfte Gebot
- 1980: Spetters – knallhart und romantisch (Spetters)
- 1981: Das Boot
- 1983: Die wilden Fünfziger
- 1984: Die unendliche Geschichte
- 1986: 52 Pick-Up
- 1987: RoboCop
- 1988: Rocket Gibraltar
- 1989: Geschichten aus der Gruft (Tales from the Crypt – Episode „The Switch“)
- 1990: Die totale Erinnerung – Total Recall (Total Recall)
- 1993: Real Love (Untamed Heart)
- 1995: Showgirls
- 1997: Starship Troopers
- 2000: Hollow Man – Unsichtbare Gefahr (Hollow Man)

## Auszeichnungen

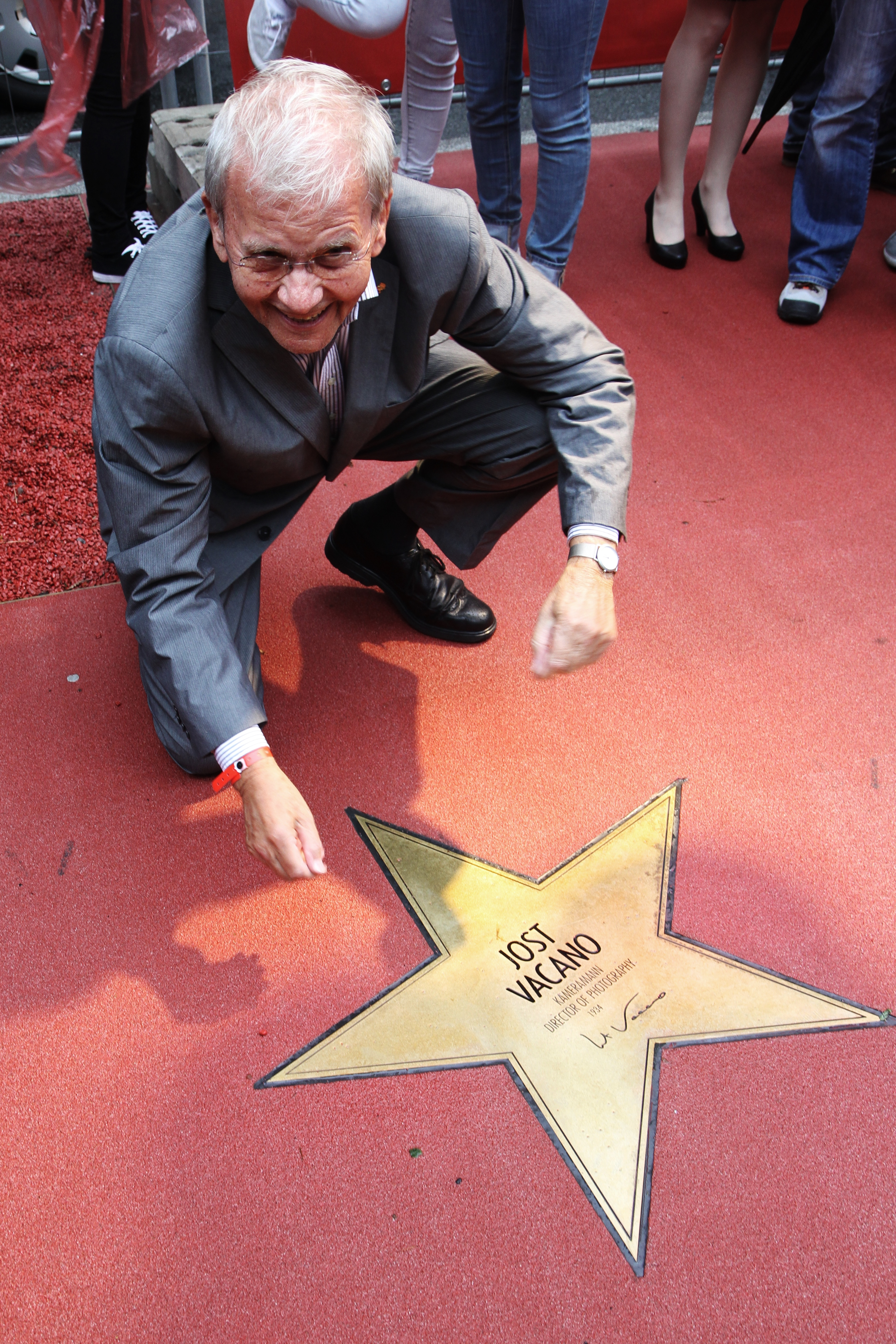
Einweihung seines Sterns auf dem Boulevard der Stars (2011)

- 1976: Deutscher Filmpreis: Filmband in Gold in der Kategorie Beste Kamera (für Die verlorene Ehre der Katharina Blum)
- 1981: Bayerischer Filmpreis
- 1985: Goldener Gong für Das Boot (Fernsehfassung), gemeinsam mit Wolfgang Petersen
- 1983: Oscar-Nominierung in der Kategorie Beste Kamera (für Das Boot)
- 2001: Deutscher Kamerapreis: Auszeichnung als Ehrenkameramann
- 2010: Marburger Kamerapreis[17]
- 2011: Stern auf dem Boulevard der Stars in Berlin